# Григорян, Марат
Марат Григорян (арм. Մարատ Գրիգորյան; род. 29 мая 1991, Ереван) — армяно-бельгийский кикбоксер, представитель лёгкой и полулёгкой весовых категорий. Выступает на профессиональном уровне с 2007 года, известен по участию в турнирах таких организаций как Glory, ONE Championship, К-1, Kunlun Fight, It's Showtime. Владел титулами чемпиона Glory и К-1.

## Биография
Марат Григорян родился 29 мая 1991 года в городе Талин, Армянская ССР. В возрасте трёх лет вместе с семьёй переехал на постоянное жительство в Германию, но спустя три года они вернулись на родину. Когда Марату было девять лет, родители накопили денег, после чего вместе с ним и тремя его сёстрами отправились в Бельгию, поселившись в Антверпене — здесь в одном из местных залов Григорян начал заниматься кикбоксингом.
Дебютировал в кикбоксинге на профессиональном уровне в 2007 году, сумел выиграть у многих соперников, в том числе у достаточно сильного голландца Лероя Кастнера.
В 2011 году оспорил введённый титул чемпиона It's Showtime в категории до 73 кг, но единогласным решением судей уступил претенденту из Франции Йоану Лидону.
Когда в 2012 году появился крупный промоушен Glory, Марат Григорян сразу же подписал с ним контракт и выступил уже на втором номерном турнире. Дважды выходил на ринг против представителя Белоруссии Чингиза Аллазова: первый бой был признан несостоявшимся из-за открывшегося у Аллазова рассечения после запрещённого удара локтём, тогда как во втором случае Григорян одержал победу по очкам. Затем раздельным судейским решением уступил голландцу Робину ван Росмалену.
В 2015 году провёл несколько боёв в организации Kunlun Fight, в том числе потерпел поражение решением от тайца Йодсанклая Фаиртекса. Кроме того, на турнире Glory единогласным решением судей проиграл украинцу Сергею Адамчуку. Принимал участие в турнире-восьмёрке К-1 — за один вечер превзошёл всех троих соперников и завоевал титул чемпиона в категории до 70 кг. Ещё один важный поединок, против тайца Ситтичая Ситсонгпинонга, закончился поражением решением большинства судей.
В 2016 году выиграл полуфинал претендентского турнира Glory в лёгкой весовой категории у россиянина Алексея Моисеева, но затем в финале вновь по очкам уступил Ситтичаю Ситсонгпинонгу. Через некоторое время в третий раз встретился с Ситтичаем Ситсонгпинонгом, на сей раз потерпел поражение раздельным судейским решением.
В 2017—2018 годах провёл несколько успешных боёв на турнирах Kunlun Fight, в частности взял верх над белорусом Денисом Зуевым. Продолжил выступать и на турнирах Glory, попытался забрать титул чемпиона в лёгком весе у Ситтичая Ситсонгпинонга, однако уже в четвёртый раз уступил ему по очкам.
В 2019 году Григорян в пятый раз вышел на ринг против Ситтичая Ситсонгпинонга и теперь смог выиграть у него единогласным решением, забрав чемпионский пояс себе. Впоследствии дважды защитил титул чемпиона.
В 2020 году Марат Григорян подписал контракт с крупной сингапурской организацией ONE Championship и успешно дебютировал здесь.
В 2021 году в четвертьфинале гран-при полулёгкого веса взял верх над голландцем Энди Сауэром. В полуфинале должен был встретиться в Чингизом Аллазовым, однако в связи с положительным тестом на COVID-19 вынужден был сняться с гран-при.
В 2022 году оспорил титул чемпиона ONE Championship в полулёгком весе, принадлежавший тайцу Супербону Банчамеку, но проиграл ему по очкам.
В 2023 году вновь предпринял попытку завоевать титул чемпиона по кикбоксингу ONE Championship в полулёгкой весовой категории, на сей раз уступил Чингизу Аллазову.
В 2024 году в шестом поединке с Ситтичаем Ситсонгпинонгом одержал победу нокаутом, позднее в бою за титул временного чемпиона ONE Championship в полулёгком весе проиграл Супербону Банчамеку.